# مسرح العمليات المتوسطية

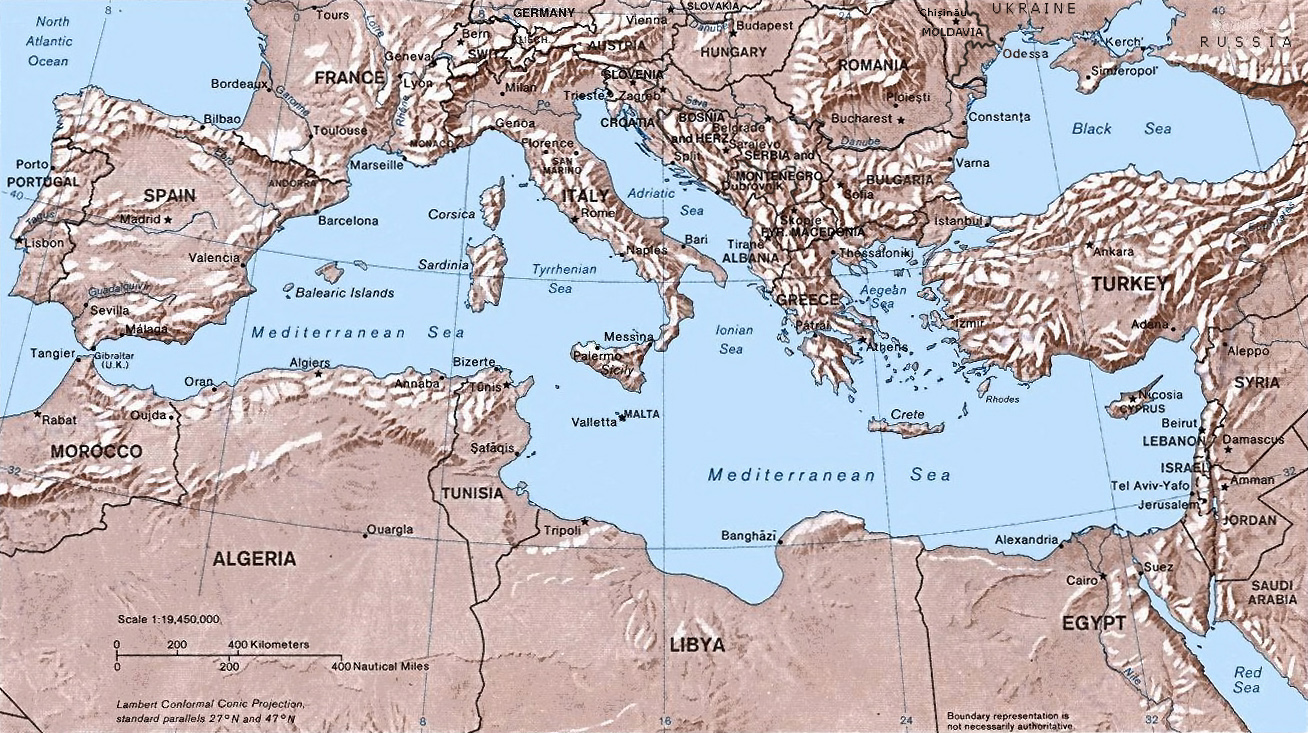

تتعامل هذه الصفحة مع مسرح العمليات المتوسطي للجيش الأمريكي. انظر مسرح البحر الأبيض المتوسط والشرق الأوسط في الحرب العالمية الثانية لمزيد من التفاصيل عن الحملات الأخرى في المسرح.
مسرح العمليات المتوسطي، جيش الولايات المتحدة ( MTOUSA )، الذي كان يسمى في الأصل مسرح عمليات شمال إفريقيا ( NATOUSA )،  كان المصطلح الأمريكي لمسرح العمليات الذي يغطي شمال أفريقيا وإيطاليا خلال الحرب العالمية الثانية. بدأت العمليات الأمريكية في المسرح مع قوة الحلفاء الاستطلاعية، التي هبطت على شواطئ شمال غرب أفريقيا في 8 نوفمبر 1942، في عملية الشعلة. انتهى المسرح في جبال الألب الإيطالية بعد حوالي 31 شهرًا بالاستسلام الألماني في مايو 1945.

## الحملات والعمليات
انظر أيضًا الحملات الأمريكية في الحرب العالمية الثانية
- عملية الشعلة (غزو الحلفاء لشمال إفريقيا الفرنسية)
- الحملة المصرية الليبية
- حملة تونس
- الحملة الإيطالية
  - عملية هسكي (غزو الحلفاء لصقلية)
  - حملة نابولي فوجيا (غزو الحلفاء لإيطاليا)
  - خط برنهاردت
  - عملية شنغل (هبوط برمائي في منطقة أنزيو )
  - خط الشتاء (كان الجزء الغربي من الخط الذي يتمحور حول مونتي كاسينو يسمى خط جوستاف)
  - وسط إيطاليا: روما إلى أرنو
  - الخط القوطي
  - هجوم ربيع 1945 في إيطاليا
- عملية دراغون (غزو جنوب فرنسا – بعد شهر واحد من تمرير قيادة عمليات الغزو إلى SHAEF )

## الحواشي
1. ↑  Ernest F. Fisher, Jr. (1993). United States Army in World War 2, Mediterranean Theater of Operations, Cassino to the Alps: With a Portfolio of Maps. Government Printing Office. ص. 9. مؤرشف من الأصل في 2018-05-26.